# صلح آکس لاشاپل (۱۶۶۸)

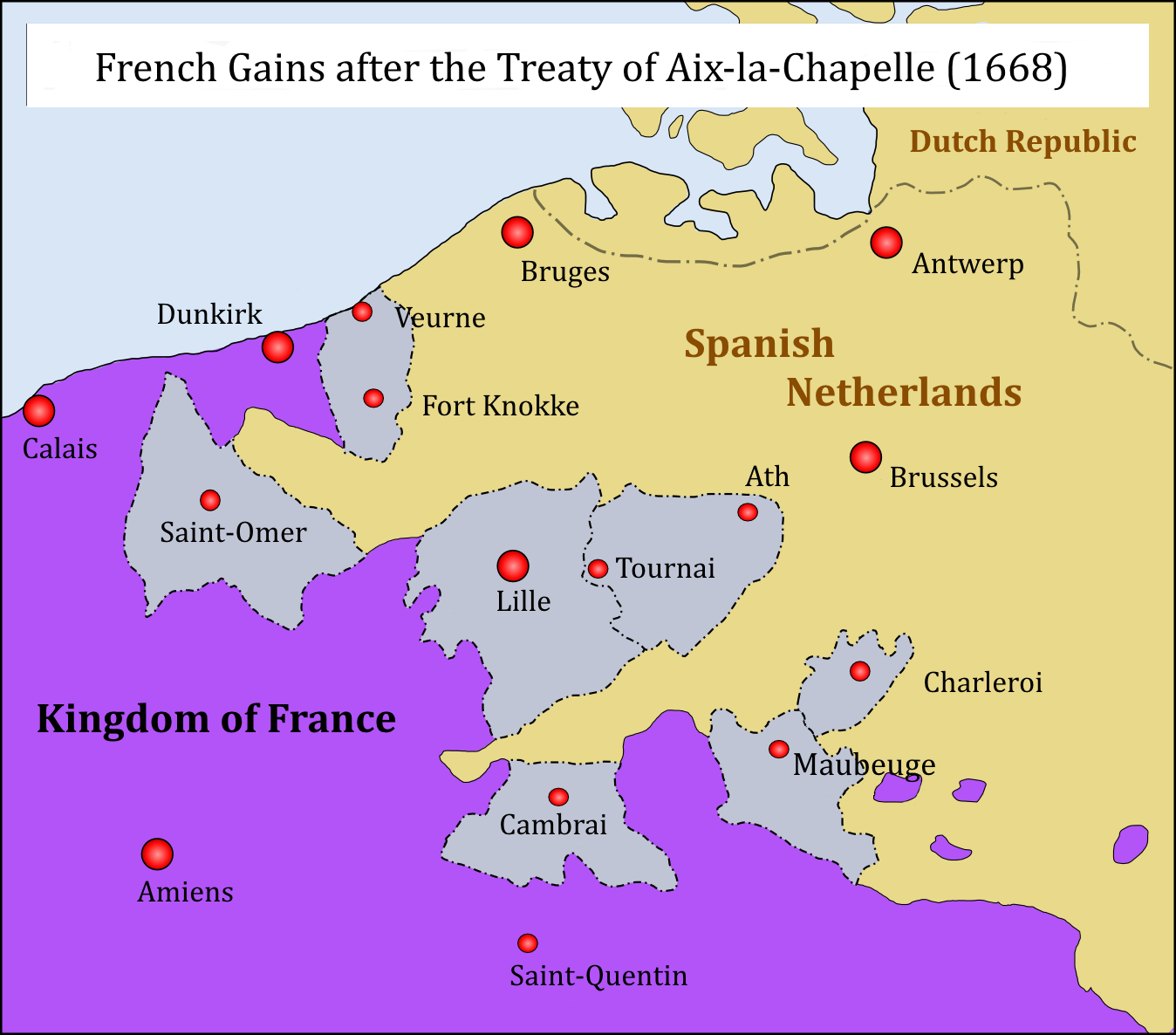
مناطق به دست آمده و از دست رفته برای لوئی چهاردهم در صلح اکس لاشاپل

صلح اکس لاشاپل (به فرانسوی: Aix-la-Chapelle) یا آخن معاهده‌ای بود که به جنگ واگذاری بین فرانسه و اسپانیا پایان داد. این معاهده در ۲ مه ۱۶۶۸ در آخن (به فرانسوی: اکس لا شاپل) امضا شد و اسپانیا در ۷ مه ۱۶۶۹ به آن رضایت داد.

پس از آنکه مثلث لاهه در سال ۱۶۶۸ بین انگلستان، سوئد و جمهوری هلند با هدف پشتیبانی از اسپانیا علیه فرانسه ایجاد شد، لوئی چهاردهم مجبور شد به ادعایش بر هلند اسپانیایی (بلژیک امروزی) پایان دهد.